# 莫内斯捷 (阿尔代什省)
莫内斯捷（法語：Monestier，法語發音：[mɔnɛstje]）是法国阿尔代什省的一个市镇，属于罗讷河畔图尔农区。

## 地理
莫内斯捷（45°11'55"N, 4°31'52"E）面积7.41 平方千米，位于法国奥弗涅-罗讷-阿尔卑斯大区阿尔代什省，该省份为法国东南部内陆省份，北起顺时针与卢瓦尔省、伊泽尔省、德龙省、沃克吕兹省、加尔省、洛泽尔省和上盧瓦爾省接壤。
与莫内斯捷接壤的市镇（或旧市镇、城区）包括：圣于连沃康斯、瓦诺斯克、沃康斯、圣于连莫莱萨巴特。

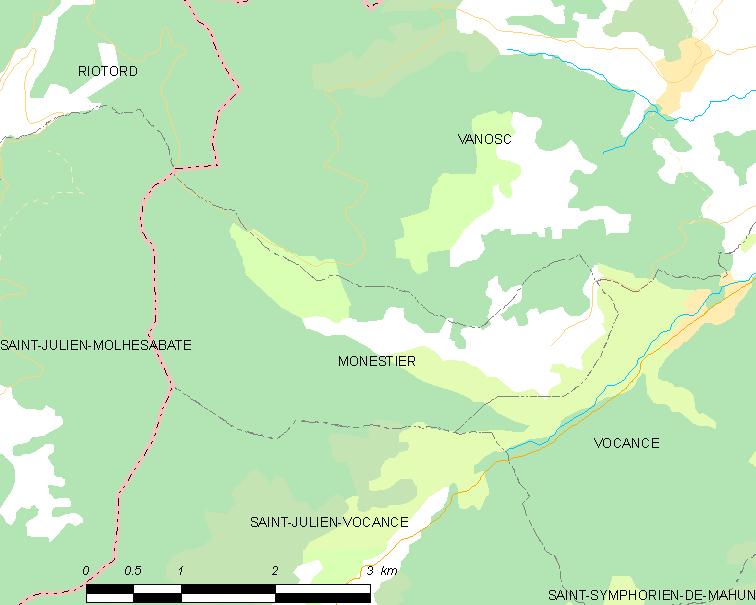
的OSM定位图

莫内斯捷的时区为UTC+01:00、UTC+02:00（夏令时）。

## 行政
莫内斯捷的邮政编码为07690，INSEE市镇编码为07160。

## 政治
莫内斯捷所属的省级选区为阿诺奈第二县。

## 人口

1962-2008年间人口变化图示

莫内斯捷于2022年1月1日时的人口数量为59人。